# Rogača (gmina miejska Sopot)
Rogača (cyr. Рогача) – wieś w Serbii, w mieście Belgrad, w gminie miejskiej Sopot. W 2011 roku liczyła 953 mieszkańców.